# 김소희 (국악인)
김소희(金素姬, 본명: 김순옥, 본명 한자: 金順玉, 1917년 12월 1일~1995년 4월 17일)는 국창(國唱)으로 추앙받는 대한민국의 판소리 대명창이자 국가무형문화재 보유자(인간문화재)로, 호는 만정(晩汀)이다.
조선성악연구회, 화랑창극단 등에서 판소리와 창극배우로 활약하였으며 한 시대를 풍미한 전설적인 소리꾼이었다.
일제강점기 전라북도 고창군에서 태어났다. 1929년 군산여자고등보통학교에 재학 당시에 당대의 여성 명창 이화중선(李花中仙)의 판소리 ‘심청가’ 중 추월만정(秋月滿庭) 등을 듣고 감명을 받아 여학교를 중퇴한 이후 소리꾼이 되기로 결심하였다.
명창 송만갑·정정렬·박동실 문하에서 소리를 공부했다. 가성을 쓰지 않고 상·중·하청을 자유자재로 구사하는 창법이 특징이다. 한성준에게 살풀이를 배웠고, 1934년에는 정정렬 문하에서 판소리 공부를 계속했으며, 김종기에게 가야금과 거문고를 배워 소리, 춤, 기악을 두루 익혔다. 1936년에는 최초로 정정렬, 임방울과 함께 나누어 부른 춘향가를 녹음했고, 판소리 다섯 마당도 모두 녹음했다. 1939년부터 화랑창극단에 참여했고, 조선성악연구회에 가입했으며, 박귀희와 함께 여성국악동호회를 조직했다. 1962년에 유럽, 1964년에 미국을 순회 공연을 하면서 고운 음색과 명확한 창법으로 찬탄을 받는 등 우리 전통 예술을 보급하는 데 이바지했다.
1964년에 국가무형문화재 제5호 판소리 《춘향가》의 예능보유자로 인정받았다. 국립국극단 단원, 판소리 보존연구회 상임이사를 지냈으며, 1994년에 국악 분야에서는 은퇴하였다.
1995년에 김소희가 별세하였을 때 정부의 결정 하에 금관문화훈장이 추서되었는데 이것은 전통예술인 중 최초에 속한다.

## 참고 자료
- 이 문서에는 다음커뮤니케이션(현 카카오)에서 GFDL 또는 CC-SA 라이선스로 배포한 글로벌 세계대백과사전의 내용을 기초로 작성된 글이 포함되어 있습니다.

## 같이 보기
- 신영희
- 안숙선
- 판소리
- 국가무형문화재
- 춘향가
- 심청가
- 박록주
- 박초월
- 김여란
- 박귀희